# 고재유
고재유(高在維, 1938년 3월 20일~)는 대한민국의 정치인이다. 제10대 광주 광산구청장, 제8대 광주광역시장을 역임했다.

## 학력
- 광주대성국민학교 졸업
- 광주숭일고등학교 졸업
- 광주사범학교 졸업
- 조선대학교 법과대학 정치학 학사
- 조선대학교 대학원 정치학 석사
- 조선대학교 대학원 법학 박사

## 경력
- 검찰사무관 시험 합격
- 검찰청 공무원 근무
- 광주지방검찰청 부이사관
- 조선대학교 부속고등학교 교사
- 조선대학교 법학과 강사
- 광주대학교 법학과 강사
- 전남대학교 행정대학원 강사
- 호남대학교 행정대학원 강사
- 재광광산향우회장, 우송장학회장
- 아시아태평양평화재단 후원회 중앙위원
- 1995년~1998년 제9대 광주광역시 광산구청장 (민선 1기, 민주당→무소속→새정치국민회의, 초선)
- 새정치국민회의 중앙위원
- 1998년~2002년 제8대 광주광역시장 (민선 2기, 새정치국민회의→새천년민주당, 초선)
- 광주여자대학교 총장
- 광주여자대학교 명예교수
- 대통합민주신당 상임고문

## 역대 선거 결과
|  | 91.68% |

|  | 67.20% |

## 소속 정당
| 소속 정당 | 소속 정당      | 소속 기간 | 비고                |
| --------- | -------------- | --------- | ------------------- |
|           | 민주당         | 1995      | 정계 입문           |
|           | 무소속         | 1995      | 탈당                |
|           | 새정치국민회의 | 1995~2000 | 창당                |
|           | 새천년민주당   | 2000~2005 | 합당                |
|           | 민주당         | 2005~2007 | 당명 변경 정계 은퇴 |
|           | 중도통합민주당 | 2007      | 합당                |
|           | 무소속         | 2007      | 탈당                |
|           | 대통합민주신당 | 2007~2008 | 창당                |
|           | 통합민주당     | 2008      | 합당                |
|           | 민주당         | 2008~2011 | 당명 변경           |
|           | 민주통합당     | 2011~2013 | 합당                |
|           | 민주당         | 2013~2014 | 당명 변경           |
|           | 새정치민주연합 | 2014~2015 | 합당                |
|           | 더불어민주당   | 2015~2016 | 당명 변경           |
|           | 무소속         | 2016      | 탈당                |
|           | 국민의당       | 2016~2018 | 창당                |
|           | 무소속         | 2018      | 탈당                |
|           | 민주평화당     | 2018~2020 | 창당                |
|           | 민생당         | 2020~2024 | 합당                |
|           | 무소속         | 2024      | 탈당                |
|           | 더불어민주당   | 2024~현재 | 복당                |

## 같이 보기
- 광주광역시장
- 광산구청장